# 吳丹鳳
吳丹鳳（Ng Dan Fung，1927年—），出生於英屬香港，籍貫廣東省順德縣，1947年第二屆香港小姐冠軍，於當選香港小姐後成為活躍於1947年至1950年代中期的香港電影演員及歌手，她息影後投身商界，與第二任丈夫經營錶行。

## 「香港小姐」榮銜
吳丹鳳身高5呎1吋（1.55公呎）；體重103磅（46.7公斤），嬌小玲瓏，當時在「順德師範學院」唸書，亦是胞兄的助手，希望能考入藝術專科學校，歌詠尤為愛好。
1947年度香港小姐競選於7月27日在金鐘域多利兵房附近的陸軍游泳池舉行，由「英國空軍俱樂部」與「香港中華業餘泳團」聯合主辦，因為當年中英兩國發生水災，所以本屆港姐的門票收入將用於中英兩國賑災。雖然當年的港姐競選參賽資格很寬鬆，女性不論是否已婚及身為人母都可參加，但這個年代的香港社會風氣仍然較為保守，很少女性願意在大庭廣眾眾目睽睽下穿著泳裝亮相，在報名期招募到18位參賽者，但大部分都臨陣退縮，最後僅有4位參賽者在會場報到，包括當時20歲的吳丹鳳（25號）、黃安琪（20號）、白麗蓮（21號）及朱麗研（9號），由於報到的佳麗人數太少，大會臨時在會場呼籲在場女士參加港姐競選，結果有兩位女士響應參賽，她們是陳愛梅（42號）及何秀嫻（8號）。在選美賽事開始後，身穿綠花點泳衣的吳丹鳳與另外5位參賽佳麗，在職員領導下魚貫繞行游泳池一圈，然後排列在中央，由12位評判員評分，其中體格佔40分；體態佔40分；容貌佔20分。
當天下午5時公佈結果：吳丹鳳得359分奪得冠軍，榮膺第二屆1947年「香港小姐」榮銜；陳愛梅得306分奪得亞軍；朱麗妍及白麗蓮得298分，成為雙季軍；黃安琪得288分得殿軍。「中英影片公司」在當晚於英京大酒家舉行的慶功宴會上，以港幣1,500元與吳丹鳳簽訂演員合約，邀請她參演電影《豪門春色》，並定好10天後開鏡，吳丹鳳亦由此展開她的演藝事業。

## 家庭生活

### 成為繼室
吳丹鳳的父親是茶葉商人，在第二次世界大戰前已不幸逝世。1941年12月香港守軍在香港保衛戰被日軍擊敗，香港進入日佔時期，吳丹鳳在香港淪陷後遷居廣州。經營投機生意的31歲商人區錫元，因為正室逝世及家中有一子三女，於1943年在中國大陸娶當時16歲的吳丹鳳為繼室 。

### 遭遇家暴
1945年8月香港重光後，吳丹鳳返回香港開設麵店，後來在灣仔開設「同福煤炭行」。1947年7月，吳丹鳳報名參加第二屆香港小姐競選，於7月27日成功當選香港小姐。吳丹鳳的丈夫區錫元在澳門得知她當選香港小姐的新聞後，於1947年7月30日晚上回到香港島灣仔洛克道261號的住所，區錫元回家後毆打吳丹鳳，拳打腳踢。1947年8月1日晚上，吳丹鳳與朋友張威廉夫婦到「凱旋舞廳」消遣，回家後遭到丈夫區錫元責罵及以剃刀指嚇，家中的女傭尹媽勸阻無效，吳丹鳳之後被區錫元扯著頭髮拉至閣樓，她有一撮頭髮被扯去，手腳被毆打至瘀黑。翌日早上，吳丹鳳偕一對兒女逃到胞兄在西環的住所躲避。

### 離婚及再婚
1947年10月14日中午12時30分，身穿藍薄絨長旗袍的吳丹鳳在「冼秉熹律師行」與在中國大陸結婚的丈夫區錫元簽訂離婚協約，正式解除夫妻關係，區錫元需要每月支付瞻養費港幣150元至兒女16歲為止。吳丹鳳因為需要工作，她將長子區大眼及仍在哺乳中的么女區惠儀交由母親照顧。1952年2月16日，吳丹鳳再婚，她與香港鐘錶業商會理事長倫天樂在香港婚姻註冊處舉行婚禮，當晚在香港島中環德輔道中先施公司六樓的「中國酒家」舉辦婚宴。她的第二任丈夫除經營鐘錶業，亦有涉足電影業及體育圈。

## 息影後的工作
吳丹鳳於1956年退出影壇，她與第二任丈夫倫天樂合力經營鐘錶生意。吳丹鳳與倫天樂在1956年8月前往瑞士考察當地鐘錶業，她在回港後寫成《歐遊紀實》，除了記敘歐洲大陸的風光，對瑞士鐘錶業更有詳加記載。1956年11月1日，兩夫婦在九龍彌敦道與快富街交界的「邵氏大廈」（現在的旺角中心第一期）開設「瑞士表行」，吳丹鳳擔任司理。
1961年，瑞士鐘錶製造商Buren（中文舊譯：漂而亮）舉辦公開徵求新中文譯名比賽，吳丹鳳以佛經裡的「寶輪」為名參賽，意謂「永行不息」。徵名比賽於1961年11月8日晚上8時在香港島德輔道中124號「金城酒家」5樓公佈結果，吳丹鳳獲評為勝出者。1961年11月14日，這家瑞士鐘錶廠商的東主在九龍彌敦道348號的「大華酒店」（現為諾富特酒店）親自向吳丹鳳頒發港幣9,900元獎金。

## 交通意外
1949年7月16日凌晨，吳丹鳳的40歲男朋友倫天樂居於香港島跑馬地毓秀街37號二樓，吳丹鳳當晚乘坐他的轎車，但倫天樂在香港島黃泥涌道被發現無牌駕駛私家車（車牌：3363）而被起訴。
1954年8月7日下午3時，吳丹鳳與第二任丈夫倫天樂搭乘由司機駕駛的私家車（車牌：3857）由住所前往中環，在灣仔大佛口附近的軒尼詩道與一輛向西行的電車相撞，轎車的中部車身被撞至陷入，第二任丈夫倫天樂頭部受傷需要送入醫院敷藥治療，她與司機僥幸未有受傷。

## 部分參與演出的電影
- 1947年11月：《豪門春色》飾 胡鳳（女主角）
- 1948年2月：《十艷戀檀郎》（第二女主角）
- 1948年6月：《萬綠叢中一點紅》飾 小紅（第二女主角）
- 1948年9月：《十二美人樓》飾 玉琴（配角）
- 1950年3月：《白楊紅淚》飾 許翠喬（第二女主角）
- 1950年4月：《妻多夫賤》飾 三奶（第二女主角）
- 1951年3月：《銀海春光》
- 1951年5月：《人海八大仙》飾 龍麗珠（女主角）
- 1951年9月：《新梁山伯祝英台》（監製）
- 1952年2月：《女少爺》飾 梅菠（監製及第二女主角）
- 1952年2月：《觀音兵》（監製）
- 1952年5月：《傻仔洞房》（監製）
- 1954年2月：《桃紅綠柳燕嬉春》飾 珍妮（配角）
- 1954年2月：《人結人緣》飾 陳鳳儀（女主角）
- 1954年3月：《患難夫妻》（配角）
- 1954年11月：《斷腸紅》飾 陸綺紅（女主角）
- 1955年1月：《艷陽長照牡丹紅》飾 桂艷裳（第二女主角）
- 1955年2月：《雪姑七友》飾 雪姑（女主角）[11]
- 1955年12月：《長相憶》飾 史紅雪（監製及第二女主角）

## 外部連結
- 香港電影資料館：參演電影記錄
- 香港影庫（页面存档备份，存于）
- 香港影庫（页面存档备份，存于）
- 演唱粵語歌曲《海角情歌》（页面存档备份，存于）
- 演唱國語歌曲《好姑娘莫悲傷》
- 1954年電影《人結人緣》的演出片斷
- 1955年電影《雪姑七友》的演出片斷

| 前任： 李蘭 | 香港小姐競選冠軍 1947年 | 繼任： 司馬音 |